# Identitásleképezési minta
Adatbázis-kezelő rendszerekben az identitásleképezési minta egy adatbázis-hozzáférési minta, amit a performancia javítására használnak azáltal, hogy környezetspecifikus cache-t hoznak létre a memóriában, hogy megelőzzék, hogy ugyanazokat az objektumadatokat többször olvassák ki az adatbázisból.
Ha az objektum már be van töltve, akkor a cache-ből veszi elő az adatokat. Csak akkor olvassa be az adatbázisból, ha még nincs betöltve; ekkor a cache-ben is eltárolja. A lusta betöltéshez hasonló elvet követ. 
Típusai:
- Explicit
- Generikus
- Session
- Osztály

## Fordítás
Ez a szócikk részben vagy egészben  az   Identity map pattern című angol Wikipédia-szócikk fordításán alapul.  Az eredeti cikk szerkesztőit annak laptörténete sorolja fel. Ez a jelzés csupán a megfogalmazás eredetét és a szerzői jogokat jelzi, nem szolgál a cikkben szereplő információk forrásmegjelöléseként.